# 首都信息
39°52′58″N 116°23′33″E / 39.8826517°N 116.3926226°E
首都信息发展股份有限公司，簡稱首都信息发展股份、首都信息发展，以及首都信息（英語：CAPINFO COMPANY LIMITED，港交所：1075），在1998年，由北京市政府旗下郵電數據網絡、北京電信投資有限公司、北京中天廣電通信技術有限公司、北京中天廣電通信技術有限公司，以及北京有線廣播電視網絡中心，於北京（總部）前身「首都信息发展有限公司」。
董事長及首席執行官為汪旭。業務在中國內地經營电子政务、电子政务、医疗卫生、住房公积金、市政管理、公共安全、企业信息化应用。
該股份在2001年12月21日於港交所創業板上市，當時代碼為8157.HK。配售價格0.48港元，配售股份為710,134,912股H股，集資額為3.4億港元。其後在2011年1月21日轉在主板上市。

## 連結
- Capinfo.com.cn （页面存档备份，存于）